# Crash Bandicoot (fiktiv figur)
Crash Bandicoot är en spelfigur från TV-spelen med samma namn. Figuren skapades av Andy Gavin och Jason Rubin samt designades av Charles Zembillas för det amerikanska spelutvecklingsföretaget Naughty Dog år 1996. Naughty Dog ville skapa en karaktär till Playstation, eftersom Nintendo redan hade Mario och Sega hade Sonic. Man planerade att kalla honom "Willy the Wombat" (ung. "vombaten Willy"), men det ändrades sedan till "Crash" på grund av hans tendens att slå sönder lådor.
Crash är ett brandgult pungdjur som bor i en ögrupp sydost om Australien, kallad "N. Sanity-öarna" (från och med spelet Crash of the Titans kallas de "Wumpa-öarna"). Han kämpar nästan alltid mot sin fiende, den galne vetenskapsmannen Doctor Neo Cortex som skapade honom i syfte att leda Cortexs mutantarméer, för att få lugn och ro. Crash har en syster som heter Coco Bandicoot, en kompis som heter Crunch Bandicoot och en fadersfigur som heter Aku Aku.

## Förekommande spel
Crash Bandicoot förekommer i följande spel:

- 1996 - Crash Bandicoot
- 1997 - Crash Bandicoot 2: Cortex Strikes Back
- 1998 - Crash Bandicoot 3: Warped
- 1999 - Crash Team Racing
- 2000 - Crash Bash
- 2001 - Crash Bandicoot: The Wrath of Cortex
- 2002 - Crash Bandicoot XS
- 2003 - Crash Bandicoot 2: N-Tranced
- 2003 - Crash Nitro Kart
- 2004 - Crash Bandicoot: Fusion
- 2004 - Crash Twinsanity
- 2005 - Crash Tag Team Racing
- 2006 - Crash Boom Bang!
- 2007 - Crash of the Titans
- 2008 - Crash Bandicoot Nitro Kart 3D
- 2008 - Crash Bandicoot: Mind over Mutant
- 2009 - Crash Bandicoot: Mutant Island (Mobilspel)
- 2010 - Crash Bandicoot Nitro Kart 2